# Microsoft Office
Microsoft Office je kancelářský balík od firmy Microsoft, existující ve verzích pro Microsoft Windows a macOS.

## Podporované platformy

### Verze pro MS Windows

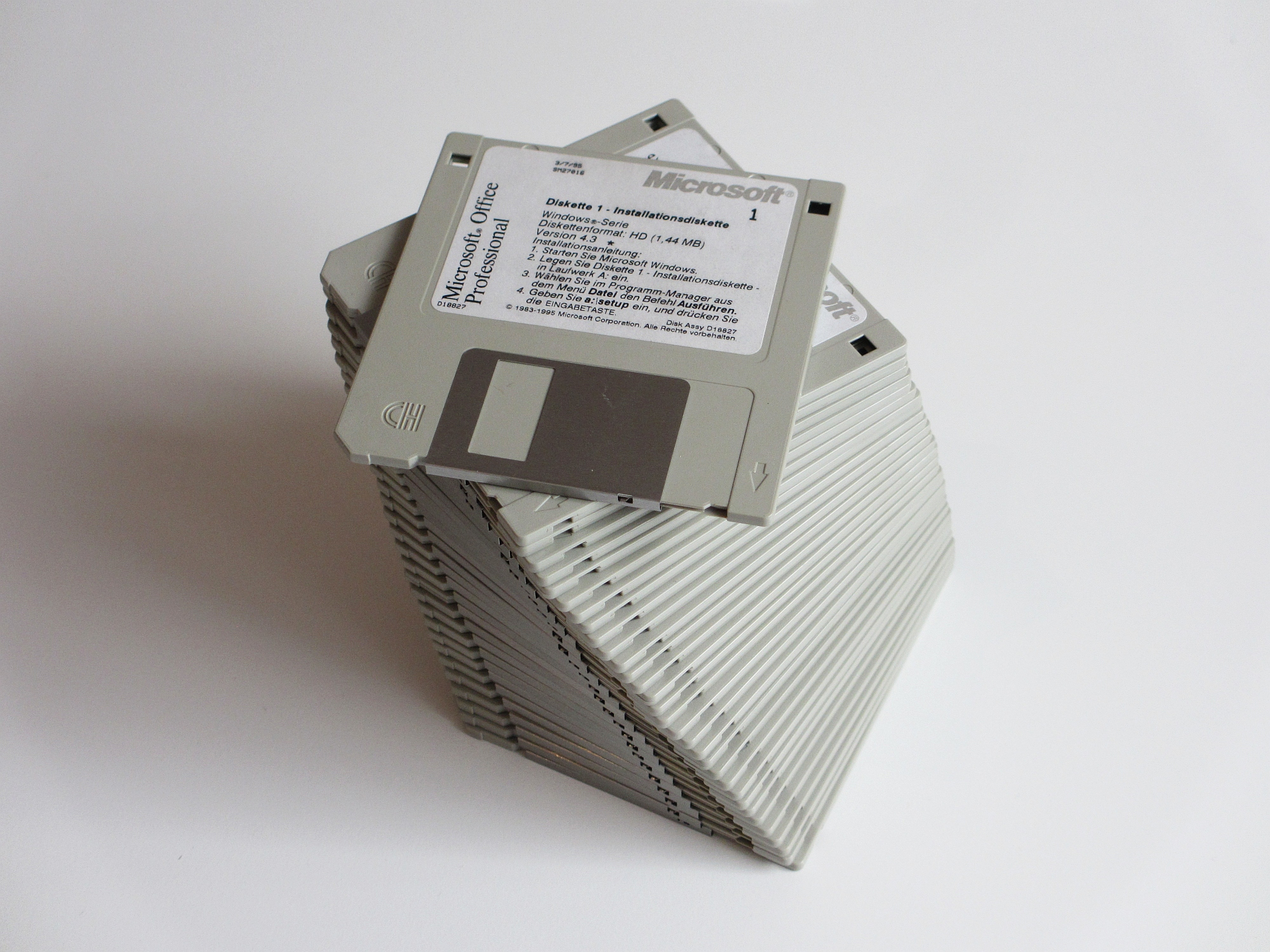
Německé MS Office (z roku 1994) na 32 instalačních disketách.

- Microsoft Office 2024 (interní označení verze Office 16, zveřejněn 1. října 2024)
- Microsoft Office 2021 (interní označení verze Office 16, zveřejněn 5. října 2021)
- Microsoft Office 2019 (interní označení verze Office 16, zveřejněn 24. září 2018)
- Microsoft Office 2016 (interní označení verze Office 16, zveřejněn 22. září 2015 (pro předplatitele Office 365 uvolněn již 9. 7. 2015))
- Microsoft Office 2013 (interní označení verze Office 15, zveřejněn 16. července 2012)
- Microsoft Office 2010 (interní označení verze Office 14, zveřejněn 15. června 2010)
- Microsoft Office 2007 (interní označení verze Office 12, zveřejněn 30. ledna 2007)
- Microsoft Office 2003 (interní označení verze Office 11, zveřejněn 17. listopadu 2003)
- Microsoft Office XP (interní označení verze Office 10, zveřejněn 5. března 2001)
- Microsoft Office 2000 (interní označení verze Office 9, zveřejněn 7. června 1999)
- Microsoft Office 97 (interní označení verze Office 8, zveřejněn 19. listopadu 1996)
- Microsoft Office 95 (zveřejněn 24. srpna 1995)

### Verze pro Mac
- Microsoft Office 2024
- Microsoft Office 2021
- Microsoft Office 2019
- Microsoft Office 2016
- Microsoft Office 2011
- Microsoft Office 2008
- Microsoft Office 2004

## Dostupné edice
Microsoft Office je možno zakoupit v několika edicích, které se liší aplikacemi, obsaženými v balíku. Verze pro studenty a domácnosti je určena výhradně k nekomerčnímu využití.
| Pro vysokoškoláky | Pro studenty a domácnosti | Pro podnikatele | Professional | Professional Academic | Standard   | Professional Plus    |
| ----------------- | ------------------------- | --------------- | ------------ | --------------------- | ---------- | -------------------- |
| Word              | Word                      | Word            | Word         | Word                  | Word       | Word                 |
| Excel             | Excel                     | Excel           | Excel        | Excel                 | Excel      | Excel                |
| PowerPoint        | PowerPoint                | PowerPoint      | PowerPoint   | PowerPoint            | PowerPoint | PowerPoint           |
| OneNote           | OneNote                   | OneNote         | OneNote      | OneNote               | OneNote    | OneNote              |
| Outlook           | Outlook                   | Outlook         | Outlook      | Outlook               | Outlook    | Outlook              |
| Publisher         | Publisher                 | Publisher       | Publisher    | Publisher             | Publisher  | Publisher            |
| Access            |                           | Access          | Access       | Access                | Access     | Access               |
|                   |                           |                 |              |                       |            | InfoPath             |
|                   |                           |                 |              |                       |            | Communicator         |
|                   |                           |                 |              |                       |            | SharePoint Workspace |

Edice Pro studenty a domácnosti je cenově zvýhodněný balík Microsoft Office 2010 pro vysokoškoláky je určen výhradně vysokoškolským studentům a vysokoškolským vyučujícím.

## Součásti

### Klientské aplikace
- Microsoft Word (textový procesor)
- Microsoft Excel (tabulkový kalkulátor)
- Microsoft Outlook (e-mailový klient)
- Microsoft PowerPoint (program pro vytváření prezentací)
- Microsoft Access (databázový program)
- Microsoft FrontPage (aplikace pro vytváření webových stránek v HTML)
- Microsoft Publisher
- Microsoft InfoPath (XML – vytváření formulářů)
- Microsoft Groove (sdílení dokumentů na dálku)
- Microsoft Lync (instant messaging) (Obdoba programu Windows Live Messenger ze softwarových produktů řady Windows Live Essentials)
- Microsoft Project (program pro správu projektů)(není součástí balíku MS Office, ale je jeho externí součástí)
- Microsoft Visio (program pro kreslení schémat)(není součástí balíku MS Office, ale je jeho externí součástí)
- Microsoft OneNote (program pro vytváření textových nebo grafických poznámek)
- Microsoft Office SharePoint Designer — a WYSIWYG editor HTML a nástupce Microsoft FrontPage
- Microsoft Office Accounting
- Microsoft Office Document Imaging
- Microsoft Office Document Scanning
- Microsoft Office InterConnect
- Microsoft Office Picture Manager
- Microsoft Office Sway

### Serverová řešení
- Microsoft Office SharePoint Server — collaboration server
  - Excel Services
  - InfoPath Forms Services
- Microsoft Office Communications Server (dříve Live Communications Server)
- Microsoft Office Forms Server
- Microsoft Office Groove Server
- Microsoft Office Project Server
- Microsoft Office Project Portfolio Server
- Microsoft Office PerformancePoint Server

### Cloud/Online aplikace
- Office Live
  - Office Live Small Busines
  - Office Live Workspace — internetové úložiště pro dokumenty
- Office, dříve Office Online (2014-2019) a Office Web Apps (do roku 2014)[1]
- Live Meeting — internetový systém pro pořádání konferencí

## Historie
Roku 2007 byly nahrazeny výchozí volně dostupné fonty výchozím proprietárním fontem Calibri
Roku 2018 byl zakázán doplněk Editor rovnic 3.0, což zrušilo zpětnou kompatibilitu zapsaných rovnic.

## Rychlost
Testy na hardwaru korespondujícím dobám vydání testovaného softwaru ukázaly, že při simulaci práce pomocí nástroje OfficeBench byla kombinace Windows Vista a Office 2007 o 22 % pomalejší než kombinace Windows XP a Office 2003.